# Elatostema poteriifolium
Elatostema poteriifolium är en nässelväxtart som beskrevs av Henry Nicholas Ridley. Elatostema poteriifolium ingår i släktet Elatostema och familjen nässelväxter. Inga underarter finns listade i Catalogue of Life.